# イングリズ・ア・ダンマーク
イングリズ・ア・ダンマーク（デンマーク語：Ingrid Svendsdatter af Danmark, ? - 1093年以降）は、デンマーク王女でノルウェー王オーラヴ3世の妃。

## 生涯
イングリズはデンマーク王スヴェン2世の娘で、母は不明である。
1067年にデンマーク王オーラヴ3世と結婚した。この結婚はデンマークとノルウェー間の和平条約の一環として取り決められたものであった。同年にノルウェー王妃となった。両国間の同盟を強化するため、オーラヴ3世の異母姉インゲゲルドがイングリズの兄弟オーロフ1世と結婚した。
イングリズはオーラヴ3世の正式な王妃であった。イングリズの性格や王妃としての行動についてはあまり伝えられていない。イングリズとオーラヴ3世との間に子供は生まれなかった。1093年にオーラヴ3世が死去した後、言い伝えではソグンに移住しスヴェイン・ブリュンユルソンと結婚して娘ハルカトラが生まれたという。イングリズはオーラヴ3世の死後は公的生活からは引退したようであり、政治的役割を果たしたことを示す資料は残されていない。